# Tangofieber
Tangofieber ist ein deutscher Tanzstummfilm aus dem Jahre 1913 von Carl Wilhelm.

## Handlung
Die Handlung des Filmes ordnet sich vollkommen den tänzerischen, bisweilen akrobatischen Einlagen unter, die ganz im Mittelpunkt der Geschichte stehen. Erzählt wird, mit humoristischen Untertönen, wie der Tango-Tanz aus Argentinien nach Deutschland schwappt und gleich einer Manie alle gesellschaftlichen Kreise Berlins erfasst. Dabei zeigt neben den Schauspielern auch ein professionelles Tanzpaar seine Meisterschaft im Tangotanz. „Wie das Fieber in seinen einzelnen Stadien sich äußert, ist dem lustigen Film schwer nachzuerzählen.“

## Produktionsnotizen
Tangofieber passierte die Filmzensur im November 1913 und erlebte seine Uraufführung am 28. November 1913 im U.T. in Berlin-Schöneberg. Der Film war zwei Akte lang und maß gut 631 Meter.

## Hintergrund
Tangofieber ist einer von mehreren deutschen (z. B. „Tangozauber“ mit Danny Kaden und „Die Tango-Königin“ mit Hanni Weisse) und internationalen Filmen, die 1913 den Tango als Filmthema entdeckte. Der argentinische Tanz eroberte in diesem Jahr Deutschland allerorten. Die Tango-Manie ging sogar so weit, dass Kaiser Wilhelm II. am 20. November 1913 per Erlass seinen Soldaten verbot, Tango zu tanzen.
Laut The German Early Cinema Database wirkt im Film die Kapelle des aus Pilsen gebürtigen Geigers Ladislaus Löwenthal mit, die 1910 zur Eröffnung des Berliner Ballsaales „Palais de Danse“ spielte, wo Szenen des Filmes gedreht wurden, und ab 1911 im benachbarten Weinrestaurant „Pavillon Mascotte“ engagiert war.

## Kritiken
„Die Sensation in dem Film ist Ernst Matray, der an Akrobatik im Tangofieber Unglaubliches leistet. Solche Sprungkünste dürften wohl noch nicht gesehen worden sein. Sie lassen nicht einen Moment des Aufnahmetricks aufkommen. Auch das Tangotänzerpaar W. Roy und Madame Alice, dann Lissi Krüger bieten prachtvolle Leistungen ausgelassensten Filmhumors. Die Aufnahmen im Berliner „Palais de Danse“ sind original und voll turbulenter Stimmung.“

Wiens Neue Freie Presse schrieb am 28. Dezember 1913: "Mit diesem Film schreitet die Kinobühne weiter auf einem neuen Weg, demselben Weg, den die Possentheater seit jeher mit Erfolg gewandelt, wenn sie das Leben und Treiben um uns herum, unsere Schwächen, Launen und Torheiten mit Witz parodierten. Im Film „Tangofieber“ ist die Tangomanie unserer Tage ein wenig glossiert, in Scherz und Satire geschildert, wie diese merkwürdige Tangoepidemie, die an die Tanzwutperioden des Mittelalters erinnert, plötzlich alle Menschen ergreift, sie in einen tollen Tangoringelreihen dreht, die Welt auf den Kopf stellt und die Beine aller Beteiligten in Kreiselbewegungen bringt. Dabei wurde nicht vergessen, auch die Schönheit des Tango darzustellen, indem ein auf internationalen Tanzturnieren preisgekröntes Tänzerpaar die Hauptrolle spielt."